# Анакер, Август Фердинанд
Август Фердинанд Анакер (нем. August Ferdinand Anacker; 17 октября 1790, Фрайберг — 21 августа 1854, там же) — германский композитор и дирижёр.
Родился в семье бедного сапожника. Учился сначала в гимназии во Фрайберге, а в 1813 году переехал в Лейпциг, где изучал музыку у Иоганна Готфрида Шихта и Фридриха Шнайдера. В 1816 году вступил в масонскую ложу «Аполло». Получив магистерскую степень по музыке, работал в Лейпциге певчим, пианистом и учителем музыки, вернувшись в 1821 году в родной город, где стал кантором и дирижёром. Во Фрайберге он был одновременно кантором города и главного собора, а также преподавал музыку в гимназии и семинарии. В 1823 году он основал певческую академию и принимал активное участие в музыкальной жизни Саксонии; возглавлял ряд музыкальных учреждений и преподавал музыку на протяжении нескольких десятилетий. Состоял в дружеских отношениях со многими композиторами своего времени, после знакомства с Людвигом ван Бетховеном занимался популяризацией его творчества. Умер и похоронен в родном городе.
Среди наиболее известных его произведений — кантата «Der Bergmannsgruß», «Markgraf Friedrich», «Vaterländisches Schauspiel mit Musik» (впервые представлено на сцене в Дрездене в 1837 году) и 13 парадных маршей для русских рогов, а также другие церковные кантаты, песнопения и множество инструментальных композиций.